# Cephalosphaera kasparjani
Cephalosphaera kasparjani är en tvåvingeart som beskrevs av Kuznetzov 1990. Cephalosphaera kasparjani ingår i släktet Cephalosphaera och familjen ögonflugor. Inga underarter finns listade i Catalogue of Life.